# بويضة مخصبة
اللاقحة أو البويضة المخصبة أو الزيجوت أو البيضة المُلقَحَة أو اللّقيحة أو الزيج  (بالإنجليزية: Zygote)‏ هي خلية حقيقية النواة تنتج عن عملية الإخصاب (التلقيح) خلال عملية التكاثر الجنسي بين خليتين أحاديتي الصيغة (عادة تكون نطفة وبييضة) ليشكلا خلية ثنائية الصيغة تُدعى لاقحة. ومن صفات اللاقحة قدرتها على التحول إلى أشكال أخرى (أي يمكنها التطور إلى اشكال مختلفة أخرى في خاصية يطلق عليها خلايا شاملة الوسع "totipotent cells").

## تاريخ
أجرى عالما الحيوان الألمانيان أوسكار وريتشارد هيرتفيغ بعضًا من أولى الاكتشافات حول تكوّن الزيجوت في الحيوانات أواخر القرن التاسع عشر.